# Jacques-Pierre-Michel Chaban-Dalmas
Jacques-Pierre-Michel Chaban-Dalmas, francoski general, * 1915, † 2000.